# Andrzej Wohl (Soziologe)
Andrzej Wohl  (* 27. Februar 1911 in Stanislau, Galizien; † 1. September 1998 in Warschau) war ein polnischer Sportsoziologe und Sportphilosoph.

## Leben

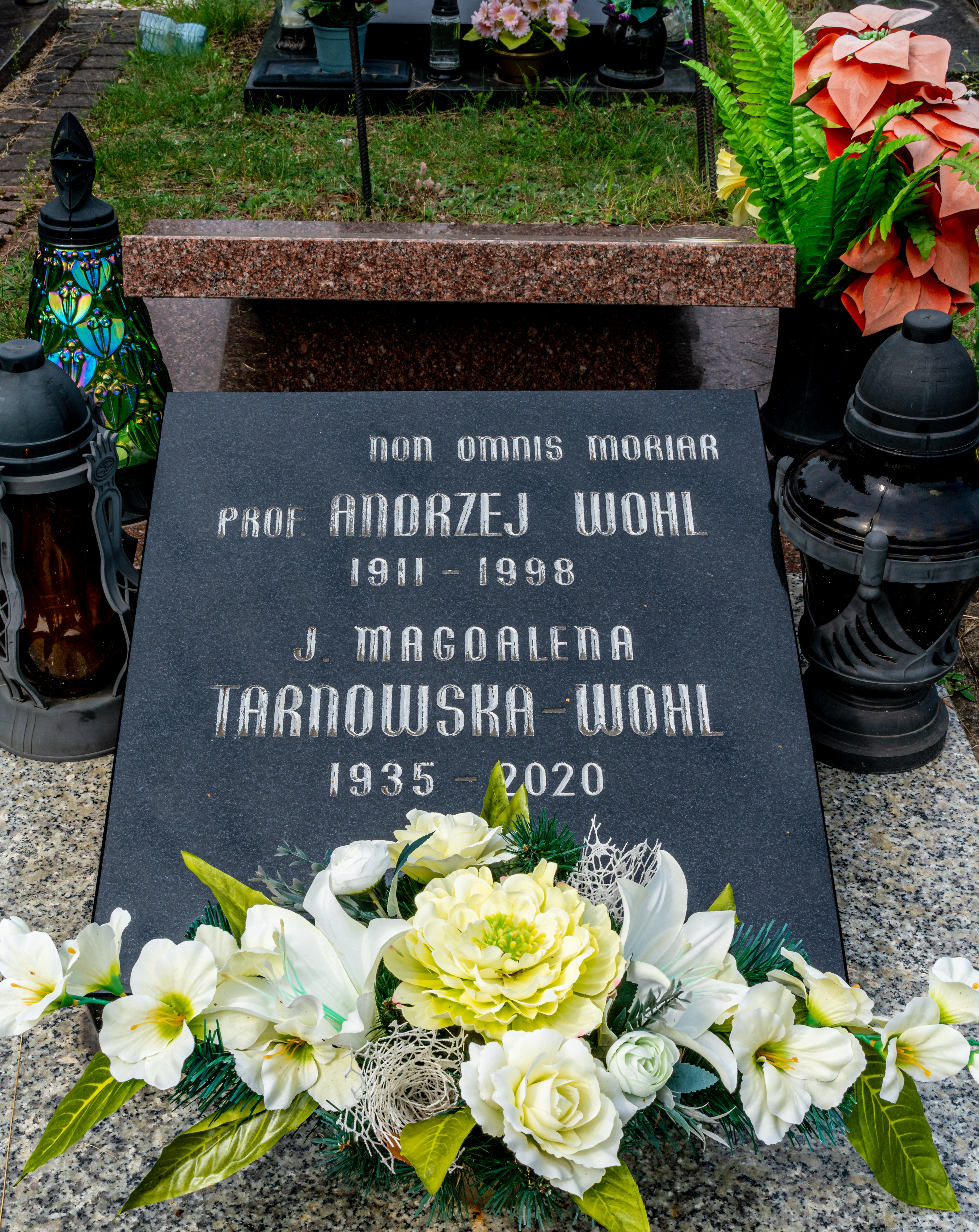
Das Grab von Andrzej Wohl auf dem Nördlichen Gemeinschaftsfriedhof in Warschau

Andrzej Wohl überlebte als galizischer Jude den Holocaust in einem sowjetischen Gefängnis. Er war seit seiner Jugend Mitglied der Kommunistischen Partei der Westukraine und arbeitete als Journalist für kommunistische Zeitungen.  Durch Familientradition und die deutsche Besatzung lernte er Deutsch wie eine zweite Muttersprache. Nach dem Krieg holte er sein Abitur nach, studierte Sport an der Sporthochschule in Warschau und Philosophie an der Universität Warschau, wo er auch 1960 promoviert wurde. Es folgte die Habilitation in marxistischer Philosophie an der Universität Warschau (1967), woraufhin er den Lehrstuhl für Sportsoziologie an der Sporthochschule Warschau, den ersten weltweit, bekam, wo er bis zu seiner gesundheitsbedingten vorzeitigen Emeritierung 1984 blieb. Von 1965 bis 1984 war er Herausgeber der  International Review of Sport Sociology sowie 1965 der Gründungsvorsitzende des International Committee for the Sociology of Sport.

## Wissenschaftliche Bedeutung
Wohl erforschte die Bedeutung des Marxismus für das Verständnis des Sports. Da er dem orthodoxen Marxismus nahestand, hatte er sowohl in der DDR als auch in der Bundesrepublik Deutschland ein hohes Ansehen und war u. a.  Gastprofessor an der Universität Hamburg. Er galt als linientreuer Denker, der in der Tradition Pawlows eine solide quantitative Soziologie betrieb und damit in der Bewegungslehre der Zeit eine Position entgegen Nikolai Bernstein einnahm. Während des Kalten Krieges gelang es ihm, einen offenen Dialog im Rahmen der von ihm verantworteten wissenschaftlichen Zeitschrift aufrechtzuerhalten.